# Gerard Farrés
Pour les articles homonymes, voir Farrés et Güell.
Gerard Farrés i Güell, né le 24 mars 1979 à Manrèse, en Catalogne, est un pilote espagnol de rallye-raid moto et SSV. Il compte onze participations en moto au Rallye Dakar dont une troisième place obtenue en 2017 et cinq participations en SSV dont deux deuxièmes places en 2019 et 2022.

## Palmarès

### Résultats au Rallye Dakar
| Année | Categorie | Marque | Position | Victoires d'etapes |
| ----- | --------- | ------ | -------- | ------------------ |
| 2006  | Moto      |        | 16e      | -                  |
| 2009  | Moto      |        | 19e      | -                  |
| 2010  | Moto      |        | Abd.     | -                  |
| 2011  | Moto      |        | 28e      | -                  |
| 2012  | Moto      |        | 7e       | -                  |
| 2013  | Moto      |        | 69e      | -                  |
| 2014  | Moto      |        | Abd.     | -                  |
| 2015  | Moto      |        | Abd.     | -                  |
| 2016  | Moto      |        | 8e       | -                  |
| 2017  | Moto      |        | 3e       | -                  |
| 2018  | Moto      |        | 5e       | -                  |
| 2019  | SSV       |        | 2e       | -                  |
| 2020  | SSV       |        | 11e      | 2                  |
| 2021  | SSV       |        | 11e      | -                  |
| 2022  | SSV       |        | 2e       | 1                  |
| 2023  | SSV       |        | 5e       | 1                  |
| 2024  | SSV       | Can-Am | 8e       | 1                  |

### Autres rallyes
- Baja España-Aragón
  - Vainqueur en 2007, 2009, 2011, 2014 et 2015